# つちうら古書倶楽部
つちうら古書倶楽部（つちうらこしょくらぶ）は、茨城県土浦市大和町にある古書店。土浦市内で古書店「れんが堂書店」を経営してきた佐々木嘉弘が同業者に呼び掛け、22軒が共同出店する形で運営しており、店舗面積は関東地方最大級である。

## 特徴
日本の古書店は老舗やチェーン店の一部を除き、一般的に小規模で、猫の額ほどの面積である。これに対して、つちうら古書倶楽部は店舗面積250坪の広大な古書店である。土浦駅近くの商業ビル「パティオ」（前身は道路を挟んで向かい側にあった西友土浦店が1982年に開業した新館「WALK」）のかつてパチンコ店が入居していた1階フロアを利用しており、床にはパチンコ店時代に椅子があったところに丸く跡が残っている。れんが堂書店を中心に、福島県から神奈川県にかけての22軒の古書店が共同出店しており、それぞれが「島」と呼ばれる4 m×1.6 mの大きさの書棚群に自店の商品を並べて販売する。1つ1つの島が1軒の古書店に割り当てられており、代表を務める「れんが堂書店」は複数の島を持っている。店舗全体の古書数は約30万冊に上る。
複数の店舗が出店しているため、取り扱うジャンルは音楽系、民俗学系、サブカルチャー系、文芸書系など幅広い。また古地図、行先標・切符などの鉄道関連グッズ、レコードやCD、カードゲーム、こけしなど古書と関連した品物も扱われている。古書の年代も江戸時代のものから戦前の図書、比較的新しい図書までさまざまである。代表の「れんが堂書店」は鉄道、児童書、郷土史、古文書を得意とし、珍しいものとしては明治初期に描かれた「水戸天狗党絵巻　那珂湊戦争之絵図」を所有している。
客は各島を自由に見て回ることができ、好みの本を選んで、会計は1か所でまとめて行う。休日には東京からの来客もあるなど混雑するが、平日は比較的ゆとりがあり、店内に設置された机と椅子を使ってゆったりと腰掛けて読書をすることができる。多様な層の来店を狙って開業したが、来客層はつちうら古書倶楽部のみを目的として遠方から訪れる60 - 70代のマニアが多い。また収集家や研究者、大学図書館が貴重書の収集に訪れる。
平常営業以外に、目録発行を伴う「古本まつり」を断続的に開催している。

## 沿革
東京でサラリーマン生活を行っていた佐々木嘉弘は、1984年（昭和59年）に脱サラして妻の故郷である土浦市に2坪の古書店「れんが堂書店」を開業した。当時の土浦駅前は多くの学校が集まる学生街を形成していたため、学生の好みそうな漫画本や文庫本を扱う店として営業を始めた。学生数が多く経営は軌道に乗り、数年で2階建ての店舗に拡張、面積は10坪になった。
その後、土浦駅前に商業施設「ウララ」が完成すると約30坪の2号店をウララに出店した。2011年（平成23年）の東日本大震災で本店（初代店舗）が被災したため、経営の中心軸を2号店に移した。しかし核店舗であったイトーヨーカドーの撤退に伴い、2012年（平成24年）にウララからの退店を余儀なくされた。これを機に10年来構想を温めてきた大型古書店を開業しようと思い立った。これは少子化に伴う顧客数の減少や中心市街地の衰退、インターネットの台頭による古書相場の値崩れといった古書店業界をめぐる経営環境の変化に対して「昔と同じやり方でやっててもやっていけない」と判断した。店舗を広くすることで「入りにくい」という既成概念を払い、「雑本」と呼ばれる多様なジャンルの本を扱うことで、古書店の初心者をはじめとした色々な人に来店してもらうことを意図したのである。
佐々木は知人である同業者30軒に出店を打診、22軒が出店を受諾し、空き店舗となっていたパチンコ店を改装して2013年（平成25年）3月31日に「つちうら古書倶楽部」を開業した。開業当日は事前にマスメディアで紹介されていたこともあり、多くの古書ファンが来店し、見知らぬ人から激励の電話もあったという。
2015年（平成27年）3月18日、店内でまちづくりなどを自由に語り合う「まちかど茶話会」が開かれた。この中で店舗の現状について、当初いた若者や家族連れといった客層が絶えたため売り上げが減少し、東京都内の古本市への出店やインターネット通販の併用で経営を維持していることが代表の佐々木から語られた。
2017年（平成29年）12月、テレビ朝日の紀行番組『じゅん散歩』のロケで高田純次が、つちうら古書倶楽部に立ち寄った。高田は店内で自著を発見し、サインを寄せた。

## 店舗情報
JR常磐線土浦駅西口から徒歩2分のところにある。元はパチンコ店であり、店舗のあるパティオビルの外観はパチンコ店そのものであるが、中に入っていくと、つちうら古書倶楽部の入り口が見えてくる。
- 営業時間：10時から19時まで[1]
- 休業日：毎週水曜日[1]